# Općinska nogometna liga Vinkovci 1977./78.
Općinska nogometna liga Vinkovci za sezonu 1977./78. je bila liga petog stupnja nogometnog prvenstva Jugoslavije. 
 
Sudjelovalo je 14 klubova, a prvak je bila Nosterija iz Nuštra. 

## Ljestvica
| mj. | klub                     | ut. | pob. | ner. | por. | gol+ | gol- | bod     |
| --- | ------------------------ | --- | ---- | ---- | ---- | ---- | ---- | ------- |
| 1.  | Nosterija Nuštar         | 26  | 19   | 4    | 3    | 71   | 27   | 42      |
| 2.  | Mladost Cerić            | 26  | 16   | 4    | 6    | 56   | 29   | 36      |
| 3.  | Bedem Ivankovo           | 26  | 14   | 5    | 7    | 59   | 46   | 33      |
| 4.  | Mladost Vođinci          | 26  | 13   | 6    | 7    | 62   | 37   | 32      |
| 5.  | Meteor Slakovci          | 25  | 11   | 9    | 5    | 48   | 28   | 31      |
| 6.  | Borinci Jarmina          | 26  | 13   | 4    | 9    | 54   | 40   | 30      |
| 7.  | Sremac Ilača             | 26  | 10   | 5    | 11   | 47   | 52   | 25      |
| 8.  | Šokadija Stari Mikanovci | 26  | 8    | 7    | 11   | 45   | 48   | 23      |
| 9.  | Lovor Nijemci            | 26  | 9    | 5    | 12   | 45   | 49   | 23      |
| 10. | Sloga Tordinci           | 26  | 9    | 4    | 13   | 49   | 53   | 22      |
| 11. | Mladost Antin            | 26  | 9    | 6    | 11   | 39   | 44   | 22 (-2) |
| 12. | Slavonac Komletinci      | 25  | 6    | 8    | 11   | 24   | 37   | 20      |
| 13. | Mladost Privlaka         | 26  | 4    | 4    | 18   | 19   | 72   | 12      |
| 14. | Sloga Novi Mikanovci     | 26  | 3    | 3    | 20   | 23   | 80   | 9       |

- ljestvica bez rezultata jedne utakmice

## Rezultatska križaljka
| kratica | klub                     | BED | BOR | LOV | MET | MLAA | MLAC | MLAP | MLAV | NOS | SLA | SLONM | SLOT | SRE | ŠOK |
| --- | ------------------------ | --- | --- | --- | --- | ---- | ---- | ---- | ---- | --- | --- | ----- | ---- | --- | --- |
| BED | Bedem Ivankovo           |     |     |     |     |      |      |      |      |     |     |       |      |     |     |
| BOR | Borinci Jarmina          |     |     |     |     |      |      |      |      |     |     |       |      |     |     |
| LOV | Lovor Nijemci            |     |     |     |     |      |      |      |      |     |     |       |      |     |     |
| MET | Meteor Slakovci          |     |     |     |     |      |      |      |      |     |     |       |      |     |     |
| MLAA | Mladost Antin            |     |     |     |     |      |      |      |      |     |     |       |      |     |     |
| MLAC | Mladost Cerić            |     |     |     |     |      |      |      |      |     |     |       |      |     |     |
| MLAP | Mladost Privlaka         |     |     |     |     |      |      |      |      |     |     |       |      |     |     |
| MLAV | Mladost Vođinci          |     |     |     |     |      |      |      |      |     |     |       |      |     |     |
| NOS | Nosterija Nuštar         |     |     |     |     |      |      |      |      |     |     |       |      |     |     |
| SLA | Slavonac Komletinci      |     |     |     |     |      |      |      |      |     |     |       |      |     |     |
| SLONM | Sloga Novi Mikanovci     |     |     |     |     |      |      |      |      |     |     |       |      |     |     |
| SLOT | Sloga Tordinci           |     |     |     |     |      |      |      |      |     |     |       |      |     |     |
| SRE | Sremac Ilača             |     |     |     |     |      |      |      |      |     |     |       |      |     |     |
| ŠOK | Šokadija Stari Mikanovci |     |     |     |     |      |      |      |      |     |     |       |      |     |     |
| |                          |     |     |     |     |      |      |      |      |     |     |       |      |     |     |
| podebljan rezultat - utakmice od 1. do 13. kola (1. utakmica između klubova) rezultat normalne debljine - utakmice od 14. do 26. kola (2. utakmica između klubova) rezultat nakošen - nije vidljiv redoslijed odigravanja međusobnih utakmica iz dostupnih izvora rezultat smanjen * - iz dostupnih izvora nije uočljiv domaćin susreta prekrižen rezultat - poništena ili brisana utakmica p - utakmica prekinuta 3:0 p.f. / 0:3 p.f. - rezultat 3:0 bez borbe |                          |     |     |     |     |      |      |      |      |     |     |       |      |     |     |

 Izvori:

## Unutarnje poveznice
- Slavonska zona – Posavska skupina 1977./78.
- Grupno prvenstvo ONS Vinkovci 1977./78.